# Hans Stelges

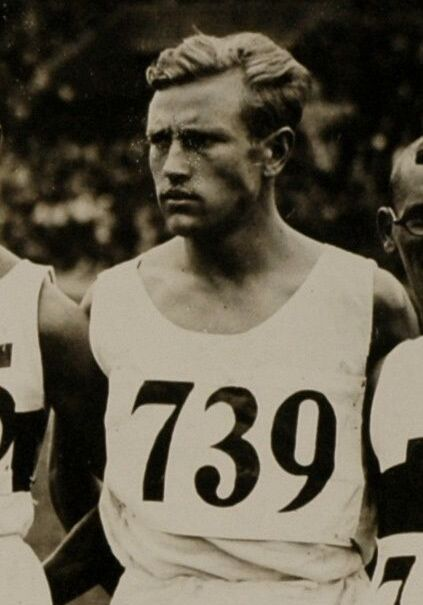
Stelges in 1928

Hans Ludwig Stelges (* 6. Juni 1901 in Essen; † 17. Dezember 1986 in Baden-Baden) war ein deutscher Marathonläufer.
Bei den Deutschen Meisterschaften 1928 wurde er Zweiter in 2:53:19 h. Er wurde daraufhin für die Olympischen Spiele in Amsterdam nominiert, bei denen er als bester Deutscher mit seiner persönlichen Bestzeit von 2:45:27 h auf den 19. Platz kam.
Hans Stelges startete für den TuS Bochum 08.